# Philotrypesis selenitica
Philotrypesis selenitica is een vliesvleugelig insect uit de familie Pteromalidae. De wetenschappelijke naam is voor het eerst geldig gepubliceerd in 1921 door Grandi.